# Filipka (szczyt)
Filipka (768 m n.p.m.) – mało wybitne wzniesienie w tzw. "ramieniu Łączki i Filipki" w czeskiej części Pasma Stożka i Czantorii w Beskidzie Śląskim, ok. 1,2 km na południowy wschód od szczytu wspomnianej Łączki.

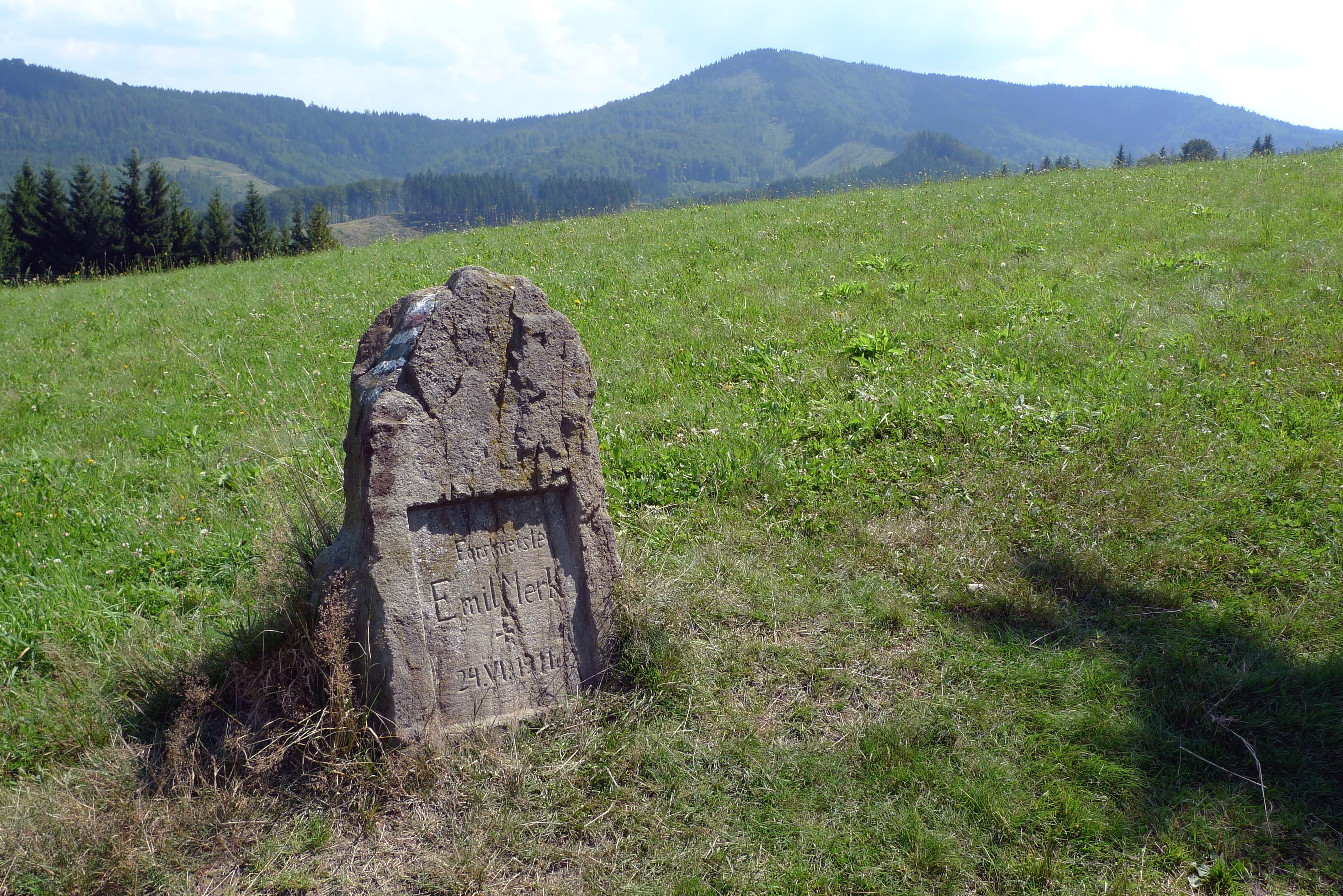
Nagrobek zmarłego leśniczego na łące Filipki (2010)

W kierunku południowo-zachodnim wybiega od Filipki grzbiet, rozdzielający dolinki potoków Kostków i Radwanów i obniżający się ku Nawsiu w dolinie Olzy, natomiast w kierunku północno-wschodnim – krótki grzbiecik, opadający stromo nad Kolibiska w górnej części doliny Głuchówki. Stoki wzniesienia pokryte są w większości ładnymi, widokowymi polanami, na których (głównie po stronie doliny Głuchówki) rozrzucone są domostwa przysiółka Filipka, dziś w większości zamienione na domki rekreacyjne.
Filipka jest częstym celem krótszych wycieczek turystycznych z doliny Olzy. Jest też głównym węzłem szlaków turystycznych w górskim "ramieniu Łączki i Filipki" i obok Wielkiego Stożka w ogóle największym węzłem tych szlaków w całym Paśmie Stożka i Czantorii.
Na grzbiecie, ok. 400 m na północ od szczytu, funkcjonuje "Chata Filipka" - turystyczny lokal gastronomiczny (restauracja, w sezonie bufet pod parasolami), dysponujący też stacją do ładowania rowerów elektrycznych.